# Sobasina solomonensis
Sobasina solomonensis är en spindelart som beskrevs av Fred R. Wanless 1978. Sobasina solomonensis ingår i släktet Sobasina och familjen hoppspindlar. Inga underarter finns listade i Catalogue of Life.